# A 68-a ediție a Premiilor Globul de Aur
A 68-a ediție a Premiilor Globul de Aur a avut loc la 16 ianuarie 2011 la Hotelul Beverly Hilton din Beverly Hills, California pe canalul NBC. S-au acordat premii pentru cele mai bune filme din 2010 și cele mai bune emisiuni americane de televiziune din 2010. Ceremonia a fost produsă de Dick Clark Productions în colaborare cu  Hollywood Foreign Press Association.  Lui  Robert De Niro i s-a acordat Premiul Cecil B. DeMille pentru întreaga carieră .
Ricky Gervais a fost gazda emisiunii.
Nominalizările au fost anunțate la   14 decembrie 2010 de către  Josh Duhamel,  Katie Holmes și  Blair Underwood. 
The Social Network a primit patru premii și a învins astfel filmul  The King's Speech, care a avut cele mai multe nominalizări dar a câștigat doar un premiu.

## Câștigători și nominalizări

### Cinema
| Cel mai bun film | Cel mai bun film |
| Dramă | Muzical sau Comedie |
| --- | --- |
| - The Social Network - Black Swan - The Fighter - Inception - The King's Speech | - The Kids Are All Right - Alice in Wonderland - Burlesque - Red - The Tourist |
| Cea mai bună interpretare (dramă) | |
| Actor | Actriță |
| - Colin Firth – The King's Speech ca King George VI - Jesse Eisenberg – The Social Network ca Mark Zuckerberg - James Franco – 127 Hours ca Aron Ralston - Ryan Gosling – Blue Valentine ca Dean Pereira - Mark Wahlberg – The Fighter ca Micky Ward                                | - Natalie Portman – Black Swan - Nina Sayers / The Swan Queen - Halle Berry – Frankie & Alice - Frankie / Genius / Alice - Nicole Kidman – Rabbit Hole - Becca Corbett - Jennifer Lawrence – Winter's Bone - Ree Dolly - Michelle Williams – Blue Valentine - Cindy Heller  |
| Cea mai bună interpretare (muzical/comedie) | |
| Actor | Actriță |
| - Paul Giamatti – Barney's Version - Barney Panofsky - Johnny Depp – Alice in Wonderland - Mad Hatter - Johnny Depp – The Tourist - Frank Tupelo - Jake Gyllenhaal – Love & Other Drugs - Jamie Randall - Kevin Spacey – Casino Jack ca Jack Abramoff                               | - Annette Bening – The Kids Are All Right ca Dr. Nicole "Nic" Allgood - Anne Hathaway – Love & Other Drugs - Maggie Murdock - Angelina Jolie – The Tourist - Elise Ward - Julianne Moore – The Kids Are All Right - Jules Allgood - Emma Stone – Easy A - Olive Penderghast |
| Cea mai bună interpretare în rol secundar | |
| Actor în rol secundar | Actriță în rol secundar |
| - Christian Bale – The Fighter ca Dicky Eklund - Michael Douglas – Wall Street: Money Never Sleeps ca Gordon Gekko - Andrew Garfield – The Social Network ca Eduardo Saverin - Jeremy Renner – The Town ca James "Jem" Coughlin - Geoffrey Rush – The King's Speech ca Lionel Logue | - Melissa Leo – The Fighter - Alice Eklund - Amy Adams – The Fighter - Charlene Fleming - Helena Bonham Carter – The King's Speech - Queen Elizabeth - Mila Kunis – Black Swan - Lily / The Black Swan - Jacki Weaver – Animal Kingdom - Janine "Smurf" Cody                |
| Altele | |
| Cel mai bun regizor | Cel mai bun scenariu |
| - David Fincher – The Social Network - Darren Aronofsky – Black Swan - Tom Hooper – The King's Speech - Christopher Nolan – Inception - David O. Russell – The Fighter | - Aaron Sorkin – The Social Network - Simon Beaufoy și Danny Boyle – 127 Hours - Stuart Blumberg și Lisa Cholodenko – The Kids Are All Right - Christopher Nolan – Inception - David Seidler – The King's Speech                                                            |
| Cea mai bună coloană sonoră | Cea mai bună melodie originală |
| - Trent Reznor, Atticus Ross – The Social Network - Alexandre Desplat – The King's Speech - Danny Elfman – Alice in Wonderland - A. R. Rahman – 127 Hours - Hans Zimmer – Inception                                                                                                 | - "You Haven't Seen the Last of Me" – Burlesque - "Bound to You" – Burlesque - "Coming Home" – Country Strong - "I See the Light" – Tangled - "There's a Place For Us" – The Chronicles of Narnia: The Voyage of the Dawn Treader                                           |
| Cel mai bun film de animație | Cel mai bun film străin |
| - Toy Story 3 - Despicable Me - How to Train Your Dragon - The Illusionist - Tangled | - In a Better World • Danemarca - Biutiful • Mexic - The Concert • Franța - The Edge • Rusia - I Am Love • Italia |

### Filme cu mai multe nominalizări
- 7 nominalizări : The King's Speech
- 6 nominalizări : The Fighter, The Social Network
- 4 nominalizări : Black Swan, Inception, The Kids Are All Right
- 3 nominalizări : 127 Hours, Alice in Wonderland, Burlesque, The Tourist
- 2 nominalizări : Blue Valentine, Love & Other Drugs, Tangled

### Filme care au câștigat mai multe premii
- 4 premii : The Social Network
- 2 premii : The Fighter, The Kids Are All Right
- 1 premiu: Burlesque, Toy Story 3, In A Better World, Barney's Version, Black Swan, The King's Speech

### Televiziune
| Cel mai bun serial TV | Cel mai bun serial TV |
| Dramă | Muzical/comedie |
| --- | --- |
| - Boardwalk Empire - Dexter - The Good Wife - Mad Men - The Walking Dead | - Glee - 30 Rock - The Big Bang Theory - The Big C - Modern Family - Nurse Jackie |
| Cea mai bună interpretare într-un serial TV – Dramă | |
| Actor | Actriță |
| - Steve Buscemi – Boardwalk Empire ca Nucky Thompson - Bryan Cranston – Breaking Bad ca Walter White - Michael C. Hall – Dexter ca Dexter Morgan - Jon Hamm – Mad Men ca Don Draper - Hugh Laurie – House ca Dr. Gregory House                                                                     | - Katey Sagal – Sons of Anarchy ca Gemma Teller Morrow - Julianna Margulies – The Good Wife ca Alicia Florrick - Elisabeth Moss – Mad Men ca Peggy Olson - Piper Perabo – Covert Affairs ca Annie Walker - Kyra Sedgwick – The Closer ca Brenda Leigh Johnson           |
| Cea mai bună interpretare într-un serial TV – Comedie/muzical | |
| Actor | Actriță |
| - Jim Parsons – The Big Bang Theory ca Dr. Sheldon Cooper - Alec Baldwin – 30 Rock ca Jack Donaghy - Steve Carell – The Office ca Michael Scott - Thomas Jane – Hung ca Ray Drecker - Matthew Morrison – Glee ca Will Schuester                                                                    | - Laura Linney – The Big C - Cathy Jamison - Toni Collette – United States of Tara ca Tara Gregson - Edie Falco – Nurse Jackie ca Jackie Peyton - Tina Fey – 30 Rock ca Liz Lemon - Lea Michele – Glee ca Rachel Berry                                                  |
| Cea mai bună interpretare într-o miniserie sau film de televiziune | |
| Actor | Actriță |
| - Al Pacino – You Don't Know Jack ca Dr. Jack Kevorkian - Idris Elba – Luther ca Detective Chief Inspector John Luther - Ian McShane – The Pillars of the Earth ca Waleran Bigod - Dennis Quaid – The Special Relationship ca President Bill Clinton - Édgar Ramírez – Carlos ca Carlos the Jackal | - Claire Danes – Temple Grandin ca Temple Grandin - Hayley Atwell – The Pillars of the Earth ca Aliena - Judi Dench – Return to Cranford ca Matilda "Matty" Jenkyns - Romola Garai – Emma ca Emma Woodhouse - Jennifer Love Hewitt – The Client List ca Samantha Horton |
| Cea mai bună interpretare în rol secundar într-o miniserie sau film de televiziune | |
| Actor în rol secundar | Actriță în rol secundar |
| - Chris Colfer – Glee ca Kurt Hummel - Scott Caan – Hawaii Five-0 ca Danny Williams - Chris Noth – The Good Wife ca Peter Florrick - Eric Stonestreet – Modern Family - Cameron Tucker - David Strathairn – Temple Grandin ca Dr. Carlock                                                          | - Jane Lynch – Glee ca Sue Sylvester - Hope Davis – The Special Relationship ca Hillary Clinton - Kelly Macdonald – Boardwalk Empire ca Margaret Schroeder - Julia Stiles – Dexter ca Lumen Pierce - Sofía Vergara – Modern Family - Gloria Delgado-Pritchett           |
| Cea mai bună miniserie sau film TV | |
| - Carlos - The Pacific - The Pillars of the Earth - Temple Grandin - You Don't Know Jack | |

### Seriale TV cu mai multe nominalizări
- 5 nominalizări : Glee
- 3 nominalizări : 30 Rock, Boardwalk Empire, Dexter, The Good Wife, Mad Men, Modern Family, The Pillars of the Earth, Temple Grandin
- 2 nominalizări : The Big Bang Theory, The Big C, Carlos, Nurse Jackie

### Seriale TV cu mai multe premii
- 3 premii : Glee
- 2 premii : Boardwalk Empire
- 1 premiu: Sons of Anarchy, Carlos, You Don't Know Jack, Temple Grandin, The Big Bang Theory, The Big C

## Critici
Cele trei nominalizări ale filmului The Tourist au fost criticate deoarece anterior filmul a avut recenzii negative și a fost nominalizat la categoriile Muzical sau Comdie deși a fost vândut ca  film thriller.

## Prezentatori
- Kevin Bacon și Milla Jovovich with Best Actor in a Television Series – Drama and Best Television Series – Drama
- Alec Baldwin și Jennifer Lopez - Best Original Song și Best Original Score
- Annette Bening with Best Director
- Halle Berry with Best Actor in a Motion Picture – Musical or Comedy
- Justin Bieber și Hailee Steinfeld with Best Animated Feature Film
- Matthew Bomer și Kaley Cuoco with Best Actor in a Television Series – Comedy or Musical[8]
- Julie Bowen și LL Cool J with Best Actress in a Television Series – Drama
- Jeff Bridges with Best Actress in a Motion Picture – Drama
- Sandra Bullock with Best Actor in a Motion Picture – Drama
- Steve Carell și Tina Fey with Best Screenplay
- Matt Damon with the Cecil B. DeMille Award
- Special Guest Michael Douglas with Best Motion Picture – Drama
- Robert Downey Jr. with Best Actress in a Motion Picture – Musical or Comedy
- Zac Efron a prezentat The Kids Are All Right
- Chris Evans și Chris Hemsworth with Best Supporting Actress – Series, Miniseries or Television Film
- Jimmy Fallon și  January Jones with Best Television Series – Comedy or Musical
- Jane Fonda a prezentat Burlesque
- Megan Fox a prezentat The Tourist
- Andrew Garfield a prezentat The Social Network
- Joseph Gordon-Levitt a prezentat Inception
- Tom Hanks și Tim Allen with Best Motion Picture – Musical or Comedy
- Garrett Hedlund și Leighton Meester with Best Supporting Actor – Series, Miniseries or Television Film
- Jeremy Irons with Best Supporting Actress – Motion Picture
- Scarlett Johansson with Best Supporting Actor – Motion Picture
- Alicia Keys a prezentat Black Swan
- Eva Longoria introduced HFPA President Philip Burke
- Helen Mirren a prezentat The King's Speech
- Julianne Moore și Kevin Spacey with Best Miniseries or Television Film
- Robert Pattinson și Olivia Wilde with Best Foreign Language Film
- Michelle Pfeiffer a prezentat Alice in Wonderland
- Geoffrey Rush și Tilda Swinton with Best Actor – Miniseries or Television Film și Best Actress – Miniseries or Television Film
- Sylvester Stallone a prezentat The Fighter
- Blair Underwood andși Vanessa Williams with Best Actress in a Television Series – Comedy or Musical
- Bruce Willis a prezentat Red